# HEMU-430X
O HEMU-430X é um trem de alta velocidade experimental sul-coreano com uma velocidade máxima de 430 km/h. Em 31 de março de 2013, atingiu o recorde de 421,4 km/h em um testes, tornando a Coreia do Sul o quarto país do mundo depois da França, Japão e China a desenvolver um trem de alta velocidade capaz de superar 420 km/h. A principal novidade do trem em comparação com outros trens de alta velocidade sul-coreanos é a tração distribuída. As versões comerciais dos trens, provisoriamente denominadas EMU-260 e EMU-320, estão sendo entregues a Korail por volta de 2020–2021.

## História
O plano original de 1991 para o sistema ferroviário de alta velocidade Korea Train Express (KTX) previa uma velocidade operacional de 350 km/h para permitir um tempo de viagem inferior a duas horas entre Seul, no noroeste, e Busan, no sudeste do país, o término da primeira linha. Mais tarde, a velocidade máxima foi reduzida para 300 km/h (186 mph), o máximo entre os trens de alta velocidade existentes no mercado. A Korail então encomendou trens de alta velocidade com base no TGV Réseau da Alstom, o KTX-I, que começou a operar em 1º de abril de 2004, operava a uma velocidade máxima de 200 km/h, sendo aumentada para 305 km/h em novembro de 2007.
Um projeto conjunto de centros de pesquisas com empresas do setor ferroviário lançado em 1996, tinha o objetivo de desenvolver tecnologia ferroviária sul-coreana com base na experiência obtida na transferência de tecnologia para o KTX-I, tendo como resultado o desenvolvimento do trem experimental HSR- 350x, que deveria ter sido testado até a velocidade de 385 km/h para que a versão comercial pudesse ter uma velocidade máxima comercial de 350 km/h. No entanto, a velocidade máxima alcançada nos testes do trem foi de 352,4 km/h em 16 de dezembro de 2004; e a velocidade máxima comercial da versão comercial, o KTX-II (KTX-Sancheon) foi ajustada conforme a do KTX-I.
Com o objetivo de desenvolver trens com uma velocidade máxima comercial de 350 km/h, um projeto para fabricar outro trem experimental, o HEMU-400X,  foi lançado em julho de 2007. O cronograma do projeto com duração de seis anos foi originalmente definido para durar até julho de 2013 e envolveu 100.000 km de testes com velocidades chegando a 400 km/h. O projeto foi liderado pelo Instituto Coreano de Pesquisa Ferroviária (sigla em inglês: KRRI) e a Hyundai Rotem,  também envolve o Instituto Coreano de Planejamento e Construção de Transporte (sigla em inglês: KICTEP), outras 20 empresas, 13 universidades e uma outra organização. O orçamento do projeto foi de 97,11 bilhões de won, com uma contribuição governamental de 69,2 bilhões.
Após uma convocação de Nam-Hee Chae, o presidente do Instituto de Pesquisa Ferroviária da Coreia, para propostas de um nome genérico para os trens de alta velocidade feitos sul-coreanos, em 5 de abril de 2007, Chae anunciou o nome Hanvit (hangul: 한빛), que significa rajada de luz intensa em coreano. Sob o novo sistemade nomenclatura, o HEMU-400X também é chamado de Hanvit 400.
O projeto preliminar foi apresentado ao público em maio de 2009. Um modelo em escala real de um vagão foi apresentado pela primeira vez em junho de 2009 na exposição RailLog 2009 em Busan. Projetos detalhados foram apresentados em outubro de 2010, quando o protótipo era esperado para ser concluído em 2011 e a testagem começaria no próximo ano.

### Protótipo
O protótipo do projeto, chamado de HEMU-430X,  foi apresentado em maio de 2012. A unidade deverá passar por cerca de 100.000 km de testes até 2015.

## Detalhes técnicos
Em contraste com a configuração dos vagões de passageiros articulados entre as locomotivas dos trens KTX-I, HSR-350x e KTX-II, o HEMU-430X de 6 carros é equipado com tração distribuída: o equipamento de tração está sob o piso e todos os eixos dos quatro vagões intermediários tem motores. Os planos lançados em outubro de 2010 transformaram o vagão da extremidade do trem experimental em um vagão motorizado, se afastando assim da versão comercial planejada. A nova configuração de alta potência deve fornecer uma maior aceleração: a configuração comercial de 8 vagões foi planejada para chegar a 300 km/h em menos de quatro minutos e em menos de 12 quilômetros; a velocidade máxima em testes de 400 km/h iria ser alcançada em 673 segundos e 56 km. Similar ao programa Fastech 360 da JR East, o plano é desenvolver e testar motores de indução assíncronos e motores síncronos de ímã permanente no trem.
A pesquisa no programa G7 mostrou que a maior parte da resistência aerodinâmica longitudinal (arrasto) do pantógrafo e o maior ponto das forças aerodinâmicas verticais (sustentação) atuando sobre ele derivam do contato. Para o HEMU-430X, os pesquisadores desenvolveram uma seção aerodinamicamente otimizada que reduziu o arrasto em cerca de 40% e a amplitude de elevação em cerca de 25% em comparação com o contato dos pantógrafos do KTX-II.

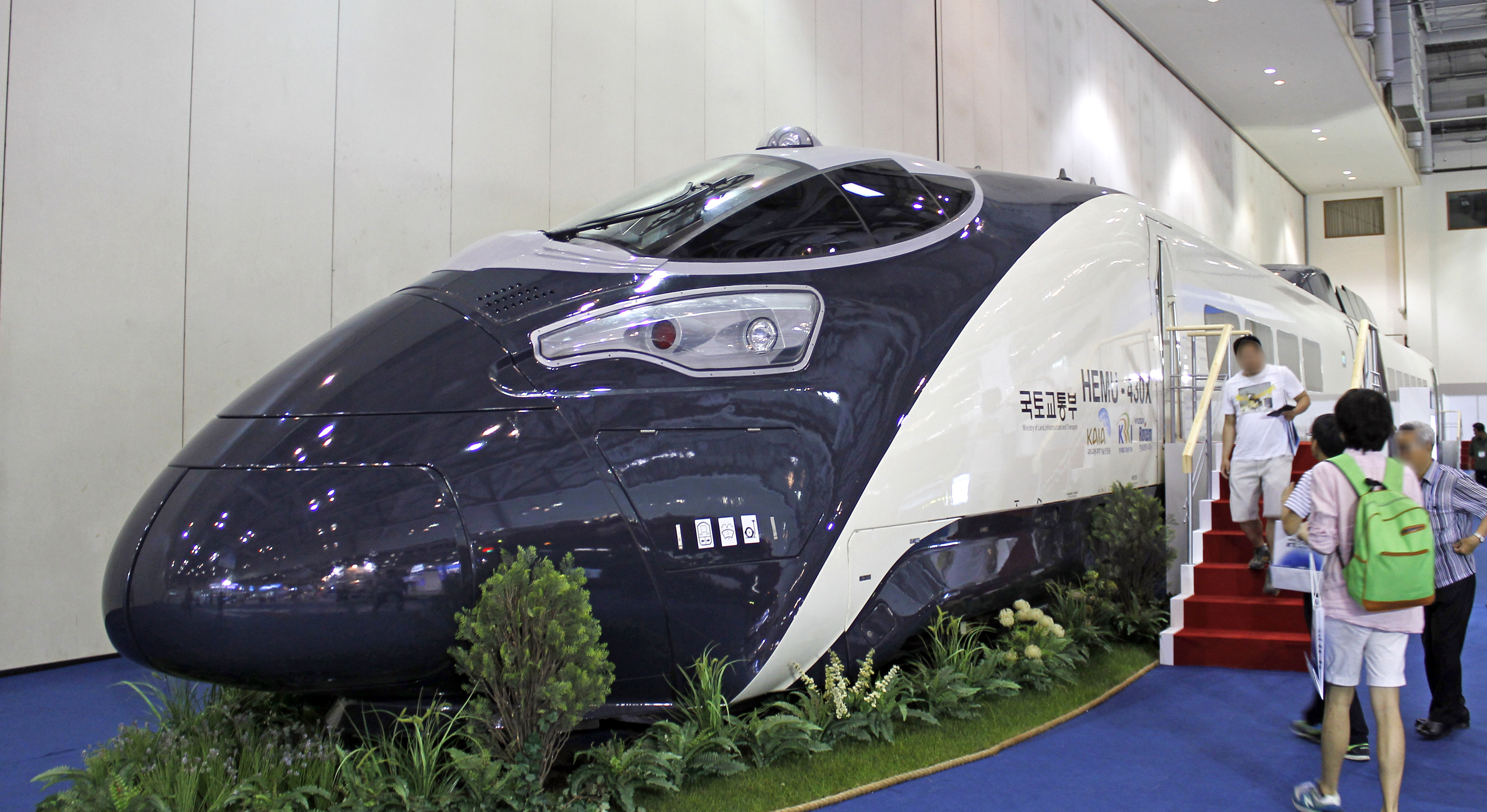
HEMU-430X na Feira de Logística de Busan em 2013

O trem foi projetado com suspensão ativa para maior conforto para passageiros. Para economizar peso, além do alumínio, materiais compostos devem ser usados na carroceria. O desenvolvimento de novos transformadores, baterias e uma série de outros componentes do sistema elétrico também se concentra na redução de peso e tamanho. O trem também deve servir de base para que a Rotem possa competir em licitações de trens de alta velocidade no exterior, sendo projetado para atender aos padrões europeus de alta velocidade ferroviária.
O estilo do nariz foi projetado usando um algoritmo genético, começando com a hibridização do formato do nariz dos trens de alta velocidade TGV franceses e ICE alemães já existentes. Uma configuração de dois andares também foi considerada.
No trem experimental, os dois primeiros vagões testaram assentos de primeira classe, o quarto vagão foi equipado com uma barra e compartimentos de passageiros especiais e o quinto vagão testou assentos de classe padrão.  Os sensores de dados para as medições a bordo estavam nos terceiro e sexto vagões.

## Versões comerciais

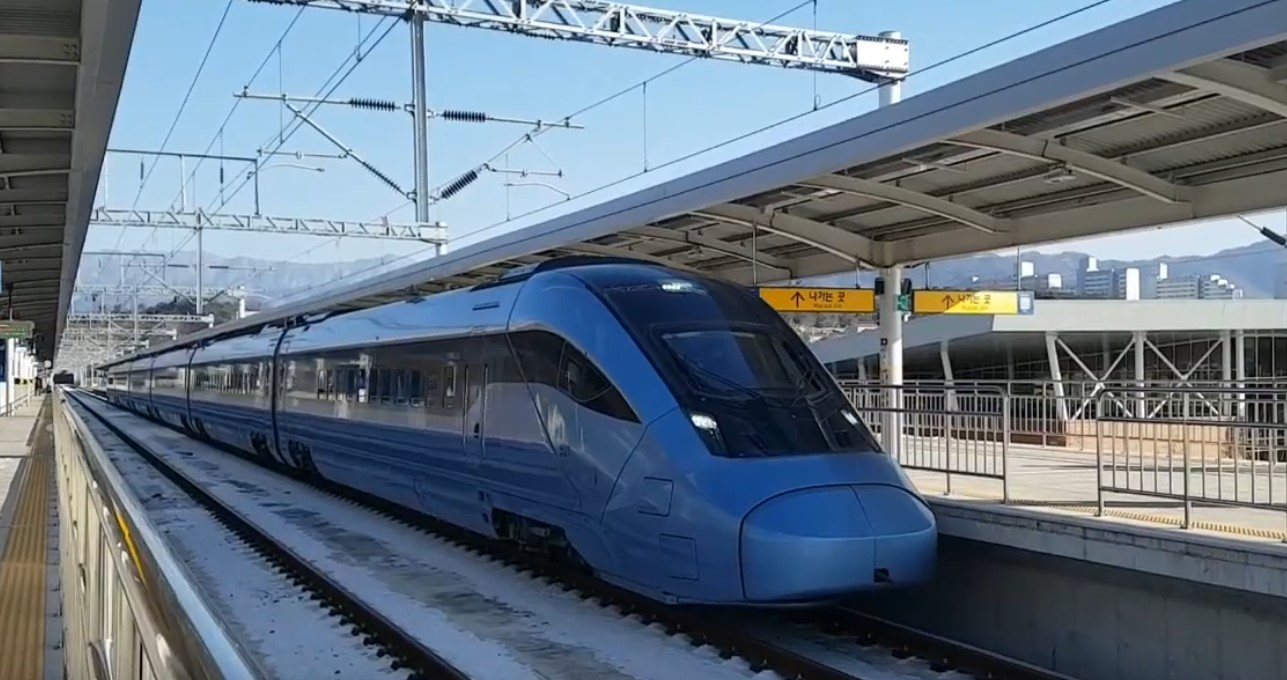
KTX-Eum, uma das versões comerciais do HEMU-430X

Os EMU-260 e EMU-320, anteriormente conhecidos como KTX-III, são as versões comerciais do HEMU-430X. Espera-se que eles entrem em serviço no final de 2020 ou início de 2021. De acordo com as informações iniciais, na configuração normal de 8 vagões, com 197,6 m de comprimento, os novos trens consistiriam em dois vagões das extremidades e seis vagões intermediários motorizados com 9,84 MW de potência, com opção de extensão para 10 vagões. O segundo, quarto e sétimo vagões abrigarão transformadores, cada um conectado a grupos de inversores no terceiro, quinto e sexto vagão vizinho. Os vagões finais irão abrigar as baterias, enquanto que os pantógrafos serão instalados nos vagões intermediários da extremidade.
A meta para velocidade máxima operacional era originalmente 350 km/h (217 mph), o que deveria permitir tempos de viagem entre Seul e Busan de 1 hora e 50 minutos. Nos planos divulgados em outubro de 2010, a velocidade operacional planejada foi elevada para 370 km/h. Na configuração padrão, os dois primeiros vagões serão de primeira classe com uma configuração 1 + 2 de assentos, o terceiro vagão abrigará um bar e compartimentos especiais de passageiros com pares de 3 ou 2 assentos voltados para a frente, o quarto ao oitavo vagões serão da classe padrão, com assentos dobráveis que oferecem um total de 378 assentos.